# M. Butterfly (opera teatrale)
M. Butterfly è un'opera teatrale del drammaturgo statunitense David Henry Hwang, esordita a Broadway nel 1988. Il dramma si rivelò un successo di pubblico e critica, anche grazie alle performance dei due protagonisti, John Lithgow e BD Wong, e rimase in scena per più di settecento repliche, vincendo il Tony Award alla migliore opera teatrale e ricevendo una candidatura al Premio Pulitzer per la drammaturgia. David Cronenberg ha diretto l'omonimo adattamento cinematografico del dramma, con Jeremy Irons e John Lone nei ruoli che furono rispettivamente di Lithgow e Wong. Il dramma è ispirato a fatti realmente accaduti e all'opera di Puccini Madama Butterfly.

## Trama

### Primo Atto
René Gallimard lavora all'ambasciata francese in Cina e si innamora di Song Liling, una diva dell'Opera di Pechino, che in realtà - secondo le tradizioni dell'Opera di Pechino - è un uomo che recita en travesti. René non sospetta mai del vero sesso dell'amante e quando torna a Parigi la moglie lo lascia, dopo aver scoperto della relazione.

### Secondo Atto
La relazione tra i due dura vent'anni e Song approfitta dell'uomo per scoprire segreti di Stato e rivelarli al governo cinese. Il governo francese scopre che c'è una talpa e alla fine arrivano a Gallimard: solo al momento del processo René scopre che Song è in realtà un uomo.

### Terzo Atto
René è sconvolto nello scoprire che quella che considerava la donna perfetta è in realtà un uomo e mentre è rinchiuso in prigione commette seppuku, il suicidio tradizionale dei samurai.